# Ernst Chladni
Ernst Florens Friedrich Chladni (AFI: ['ɛʀnst 'floːʀɛns 'fʀiːdʀɪç 'kladnɪ]; n. 30 noiembrie 1756, Wittenberg, Germania, d. 3 aprilie 1827, Breslau, Silezia de Jos) a fost un fizician și muzician german.
Chladni s-a născut în Wittenberg. Este considerat părintele acusticii, deoarece printre cele mai importante lucrări ale sale se numără studiile asupra vibrațiilor diferitelor plăci și determinările vitezei sunetului în diferite gaze.
A dus o activitate de pionierat și în studiul meteoriților.

## Biografie
Deși Chladni s-a născut în Wittenberg, Germania, familia sa locuia la Kremnica, un centru minier din Slovacia, pe atunci parte a Ungariei, drept care unele surse îl consideră maghiar sau slovac.
Atât bunicul, tatăl cât și doi unchi ai săi au fost profesori universitari. Tatăl său, Ernst Martin Chladni (1715-1782), a fost profesor de drept la Universitatea din Wittenberg și n-a aprobat preocupările legate de științele naturii, așa că Chladni a studiat dreptul și filosofia la Wittenberg și Leipzig, unde a obținut în o diplomă de jurist în 1782. În același an a murit tatăl său, moment când Chladni renunță la avocatură și se dedică studiului fizicii.
Chladni a murit în 1827 la Wrocław (Breslau), Silezia de Jos, localitate aflată azi în sud-vestul Poloniei.

## Figurile Chladni

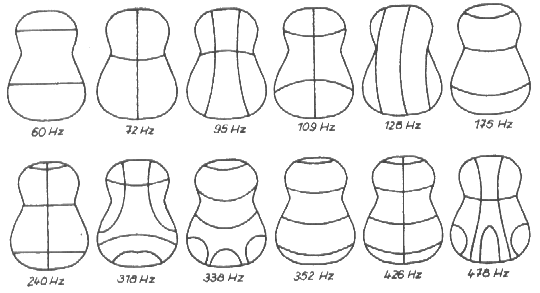
Liniile Chladni pe cutia unei chitare

Una dintre cele mai importante contribuții ale lui Chladni este tehnica de vizualizare ale diferitelor moduri de vibrație ale unei suprafețe. Fizicianul german a repetat experiențele realizate cu plăci de sticlă de către Robert Hooke la Universitatea din Oxford, în 1680.
Procedeul de a presăra nisip și a produce diferite figuri pe plăcile metalice sau de lemn, prin frecarea marginii cu un arcuș de vioară, a fost descris de Chladni în volumul Entdeckungen über die Theorie des Klanges (Descoperiri în teoria sunetului, 1787). În momentul când placa oscilează pe unul din modurile sale de vibrație, nisipul se ordonează în punctele de minim (nodurile vibrației), formând diferite figuri. În secolul al XX-lea, avântul electronicii a permis folosirea unui difuzor puternic cuplat la un oscilator a cărui frecvență poate fi ajustată cu precizie mare.
Diferite variante ale acestei tehnici sunt folosite în mod obișnuit în proiectarea și construirea de instrumente muzicale, precum viorile, chitarele sau violoncelele.